# 盆菓子

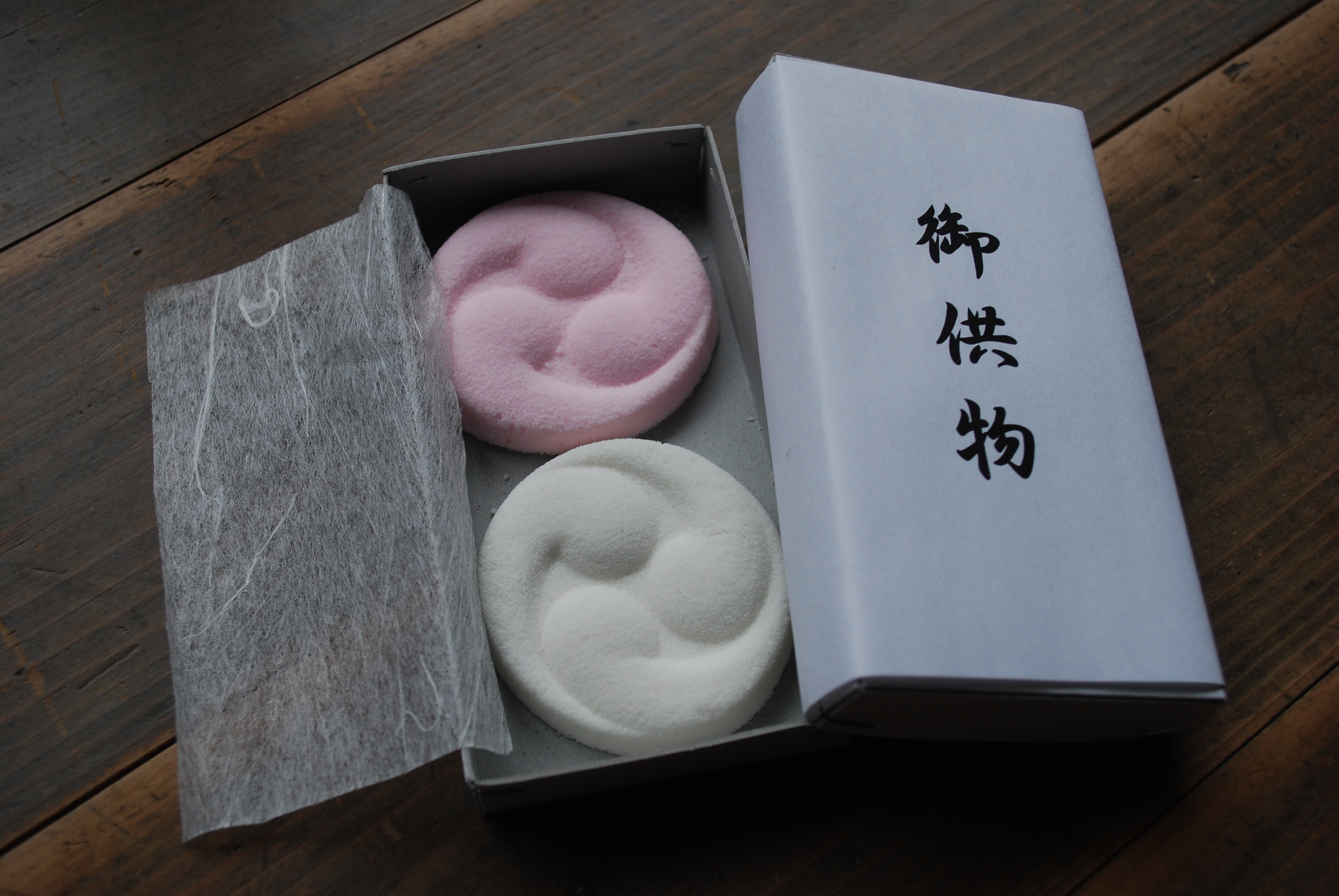
お供え菓子の例（落雁）

盆菓子（ぼんがし）は、日本の習俗的行事のお盆において盆棚に供える菓子の総称。お供え菓子とも呼ばれ、春、秋の彼岸にも墓前や仏壇に供えられる。
落雁を用いることが多いが、地方や宗派によっても異なる。落雁の形状も地方や宗派により、一例として「蓮花」は浄土真宗で、「菊重」は禅宗系とも言われているが、あまりこだわる声は聞かれない。また、故人の好物を供えることもある。
お盆や彼岸の時期が近づくと、菓子店に並ぶが、近年ではスーパーマーケットに特設コーナーが設けられて販売されていることも多い。

## デザイン
仏教の世界に由来するデザインとなっており、それぞれに意味合いがある。以下に例を挙げる。
- スイカ - 水分
- ホオズキ - 提灯
- フキ - 杖
- 蓮の花 - 傘